# Sexuellt övergrepp
| Sexuellt övergrepp |
| --- |
| - Betydelse – maktutövande i sexuell situation, mot någons fria vilja - Inkluderar – handlingar utan samtycke, ofta med inslag av våld, hot om våld eller tvång (dock utan genomförd våldtäkt) - Relaterade begrepp – sexuella övergrepp mot barn, sexuellt ofredande |

Sexuellt övergrepp är en typ av övergrepp och sålunda en olaglig handling. Detta sexualbrott motsvarar sexuella handlingar som inte ingår i brottet våldtäkt; den senare är förknippad med sexuella handlingar som liknar samlag. Det sexuella övergreppet kan utgöras av att förövaren vidrör offrets könsorgan med handen eller att offret tvingas vidröra förövarens könsorgan.
Om ovanstående beröring endast är kortvarig, brukar det inte ses som en sexuell handling och därför inte heller som ett sexuellt övergrepp. Istället kan det klassas som ett sexuellt ofredande, i likhet med blottande.
Ett sexuellt övergrepp begås i regel mot en enskild person, av någon som är starkare eller har mer makt.
I en del länder definieras sexuellt övergrepp som en sexuell handling mellan en vuxen och ett barn eller generellt övergrepp av sexuell natur (dock ej våldtäkt) mellan personer.

## Sverige

### Bestämmelser enligt svensk lag
I brottsbalken 6 kap 2 § står:
| ” | Den som, med en person som inte deltar frivilligt, genomför en annan sexuell handling än som avses i 1 §, döms för sexuellt övergrepp till fängelse i högst två år. Vid bedömningen av om ett deltagande är frivilligt eller inte tillämpas 1 § första stycket andra och tredje meningarna. Är brottet att anse som grovt, döms för grovt sexuellt övergrepp till fängelse i lägst sex månader och högst sex år. Vid bedömningen av om brottet är grovt ska det särskilt beaktas om gärningsmannen har använt våld eller hot som varit av särskilt allvarlig art eller om fler än en förgripit sig på offret eller på annat sätt deltagit i övergreppet eller om gärningsmannen med hänsyn till tillvägagångssättet eller offrets låga ålder eller annars visat särskild hänsynslöshet eller råhet. Lag (2018:618). | „ |

Tidigare hette brottet sexuellt tvång.
I brottsbalken 6 kap 6 § står:
| ” | Den som genomför en annan sexuell handling än som avses i 4 och 5 §§ med ett barn under femton år, eller med ett barn som fyllt femton men inte arton år och som gärningsmannen står i ett sådant förhållande till som avses i 4 § andra stycket, döms för sexuellt övergrepp mot barn till fängelse i högst två år. Är brottet grovt, döms för grovt sexuellt övergrepp mot barn till fängelse i lägst sex månader och högst sex år. Vid bedömande av om brottet är grovt skall särskilt beaktas om fler än en förgripit sig på barnet eller på annat sätt deltagit i övergreppet eller om gärningsmannen med hänsyn till tillvägagångssättet eller barnets låga ålder eller annars visat särskild hänsynslöshet eller råhet. | „ |

### Juridisk historia
Under 1500-talet i Sverige var så kallade blodskamsbrott straffbara med döden. Eftersom brottet ansågs rikta sig mot kyrkan snarare än mot en person gällde detta straff både förövare och offer ända fram till 1700-talet. Fram till 1930 kunde ett myndigt offer straffas, men då tillsattes en utredning i ämnet, och från och med 1937 kunde offret inte längre straffas. Brottsbalken (1965) lade grund för en ny syn på sexuella övergrepp där offret kom i fokus genom att man uttryckte att lagens syfte var att skydda individers sexuella integritet. Elva år senare kom den sedermera hårt kritiserade Sexualbrottsutredningens betänkande (SOU 1976:9) där man föreslog en uppluckring av lagstiftningen bland annat genom en mildring av straffen. Betänkandet blev dock så hårt kritiserat att en ny utredning tillsattes (1977 års sexualbrottskommitté) och denna presenterade sitt betänkande 1982 (SOU 1982:61). Den senare utredningen var enligt Svedin och Banck tydligare grundad i forskning och i olika intressegruppers kunskaper än den tidigare. Här belystes bland annat att sexuella övergrepp inte bara förekom bland fattiga och man betonade den psykiska ohälsa som sexuella övergrepp kan resultera i. (Svedin & Banck 2002).

### Återfallsrisk
Sedan 1980-talet så fokuserar all behandling av sexualförbrytare på att motverka beteende, minskandet av sexuell dragning anses inte längre möjligt med annat än medicinsk hjälp. Behandling har visat sig effektivt då endast 2,9 procent återfaller i brott under en uppföljningsperiod på 5 år. Medicinsk behandling är kontroversiell då effekterna inte är permanenta utan försvinner när behandlingen avbryts. Behandlingsmetoderna har även sidoeffekter som i värsta fall kan vara dödliga. En av de mest lovande behandlingarna är med GnRH (Gonadotropin-releasing Hormone) som varar länge och har få biverkningar. Den främsta sidoeffekten är hypoandrogenism vilket orsakar en förlust av sexuella fantasier, sexuell lust och beteende vilket inte bara påverkar den oönskade böjelsen.

## Internationellt
Världshälsoorganisationen talar om sexuella övergrepp som en del av det sexuella våldet. Detta kan delas upp på minst sju olika typer av våld (nedan inkluderat tvång):
- våldtäkter inom äktenskap eller vid dejtande
- våldtäkter genom främlingar eller bekanta
- ovälkomna sexuella inviter eller sexuella trakasserier
- systematiska våldtäkter, sexuellt slaveri (vanligt i krig)
- sexuella övergrepp på funktionshindrade
- våldtäkter och sexuella övergrepp mot barn
- sexuellt våld enligt lokal tradition, som tvångsäktenskap, påtvingat samboskap och ärvande av någons hustru

Inga säkra siffror finns på hur utbrett det sexuella våldet är internationellt. I en latinamerikansk studie noterades att endast 5 procent av vuxna offer för sexuellt våld rapporterade händelsen för polisen. Orsakerna till den låga brottsrapporteringen bland kvinnor inkluderar:
- otillräckligt stöd från samhället
- skam
- rädsla eller risk för hämnd
- rädsla eller risk för att bli beskylld (som medansvarig till det inträffade)
- rädsla eller risk för att inte bli trodd
- rädsla eller risk att få utstå misshandel, trakasserier eller social utfrysning

### Organisationer och resurser mot sexuella övergrepp
Det finns även en stor grupp organisationer som försöker motverka sexuella övergrepp på barn. Bland de mest namnkunniga finns Ecpat och Rädda barnen.
Riksorganisationen mot sexuella övergrepp arbetar på ett övergripande sätt med ett helhetsperspektiv för att förebygga sexuella övergrepp och verka för att förbättra arbetet med, och behandlingen av skadeverkningarna som kommer av sexuella övergrepp.